# Кураєво
Кура́єво (рос. Кураево, ерз. Курай веле) — село у складі Теньгушевського району Мордовії, Росія. Входить до складу Куликовського сільського поселення.
Населення — 178 осіб (2010; 227 у 2002).
Національний склад (станом на 2002 рік):
- мордва — 90 %